# Christ’s College
Christ's College é uma das 31 instituições universitárias da Universidade de Cambridge no Reino Unido. Fica situada na St Andrews Street, Cambridge, CB2 3BU, Inglaterra.
A instituição foi fundada em 1437 com o nome de "God's House" sobre as terras ocupadas atualmente pela King's College, recebendo a sua primeira permissão real em 1446. Em 1448 a instituição foi transferida para o local atual, onde recebeu a sua segunda permissão real. 
Em 1505, God's House foi rebatizada como Christ's College, quando recebeu sua carta-patente atual com uma dotação e expansão patrocinada por Lady Margaret Beaufort, mãe do Rei Henrique VII.
É considerada uma instituição de elevado nível acadêmico – nos últimos 20 anos permaneceu nas primeiras colocações do "Tompkins Table", um ranking anual que lista as faculdades da Universidade de Cambridge por ordem de desempenho acadêmico dos estudantes. Em 2007, ficou em segundo lugar. Apresenta também um bom nível em atividades desportivas: as equipes de rugby e de futebol apresentam um ótimo desenpenho nos encontros interuniversitários.